# Saint-Michel (Ariège)
Saint-Michel è un comune francese di 77 abitanti situato nel dipartimento dell'Ariège nella regione dell'Occitania.

## Società

### Evoluzione demografica
Abitanti censiti